# 리리나 도리안
리리나 도리안(Relena Darlian, リリーナ・ドーリアン) 또는 리리나 피스크래프트(Relena Peacecraft, リリーナ・ピースクラフト)는 신기동전기 건담 W의 히로인이다.

## 프로필
본래는 피스크래프트 가문의 공주이나, 어렸을적의 사건으로 인하여 콜로니의 정책지도자인 도리안의 딸로 숨어 지냈다. 오퍼레이션 메테오로 인하여 지구권과 콜로니의 관계가 긴박하게 전개되고, 자신의 진짜 정체를 알게 된 이후로, 피스크래프트 가문의 공주로서 평화를 위해 싸워 나간다. 
1화에서 히이로에게 "너를 죽이겠다."라는 말을 듣고, "히이로, 나를 죽이러 오세요."라는 대사로 잘 알려져 있다.

## 기타
날아라 슈퍼보드의 게임의 여왕과 닮았다.